# Barão de Sabroso
Barão de Sabroso é um título nobiliárquico criado por D. João VI de Portugal, por Decreto de 26 de Outubro de 1823, em favor de Carlos Infante de Lacerda de Sousa Tavares.
Titulares
1. Carlos Infante de Lacerda de Sousa Tavares, 1.º Barão de Sabroso;
2. Simão Infante de Lacerda de Sousa Tavares, 2.º Barão de Sabroso;
3. João Infante de Lacerda de Sousa Tavares Pizarro, 3.º Barão de Sabroso;
4. Simão Infante de Lacerda de Sousa Tavares Pizarro, 4.º Barão de Sabroso.

Após a Implantação da República Portuguesa, e com o fim do sistema nobiliárquico, usou o título: 
1. Nuno Tristão Infante de Lacerda, 5.º Barão de Sabroso.